# جبل بروكن
جبل بروكن (بالألمانية: Brocken Berg) هو أعلى جبل في جبال هارز وفي كل شمال ألمانيا. يرتفع في جيماركونغ من منطقة ويرنيجيرودر من ششيرك في حي هرز في ولاية سكسونيا أنهالت. الجبل والمناطق المحيطة بها هي جزء من حديقة هرز الوطنية. تقع قمة جبل بروكن على ارتفاع 1141 م عن سطح البحر.
تقع القمة في ولاية ساكسونيا-آنهالت وتشتهر في سكك الحديد Brockenbahn

## المناخ
يظهر الجدول التالي التغييرات المناخية على مدار السنة لجبل بروكن:
| البيانات المناخية لـجبل بروكن     | البيانات المناخية لـجبل بروكن | البيانات المناخية لـجبل بروكن | البيانات المناخية لـجبل بروكن | البيانات المناخية لـجبل بروكن | البيانات المناخية لـجبل بروكن | البيانات المناخية لـجبل بروكن | البيانات المناخية لـجبل بروكن | البيانات المناخية لـجبل بروكن | البيانات المناخية لـجبل بروكن | البيانات المناخية لـجبل بروكن | البيانات المناخية لـجبل بروكن | البيانات المناخية لـجبل بروكن | البيانات المناخية لـجبل بروكن |
| الشهر                             | يناير                         | فبراير                        | مارس                          | أبريل                         | مايو                          | يونيو                         | يوليو                         | أغسطس                         | سبتمبر                        | أكتوبر                        | نوفمبر                        | ديسمبر                        | المعدل السنوي                 |
| --------------------------------- | ----------------------------- | ----------------------------- | ----------------------------- | ----------------------------- | ----------------------------- | ----------------------------- | ----------------------------- | ----------------------------- | ----------------------------- | ----------------------------- | ----------------------------- | ----------------------------- | ----------------------------- |
| الدرجة القصوى °م (°ف)             | 14.0 (57.2)                   | 12.3 (54.1)                   | 17.5 (63.5)                   | 21.4 (70.5)                   | 24.1 (75.4)                   | 26.1 (79.0)                   | 28.5 (83.3)                   | 29.0 (84.2)                   | 24.4 (75.9)                   | 21.9 (71.4)                   | 19.8 (67.6)                   | 12.5 (54.5)                   | 29.0 (84.2)                   |
| متوسط درجة الحرارة الكبرى °م (°ف) | −1.2 (29.8)                   | −1.4 (29.5)                   | 0.8 (33.4)                    | 5.0 (41.0)                    | 9.9 (49.8)                    | 12.3 (54.1)                   | 14.8 (58.6)                   | 14.6 (58.3)                   | 10.7 (51.3)                   | 6.8 (44.2)                    | 2.2 (36.0)                    | −0.2 (31.6)                   | 6.2 (43.1)                    |
| المتوسط اليومي °م (°ف)            | −3.4 (25.9)                   | −3.6 (25.5)                   | −1.5 (29.3)                   | 2.3 (36.1)                    | 6.9 (44.4)                    | 9.3 (48.7)                    | 11.8 (53.2)                   | 11.8 (53.2)                   | 8.3 (46.9)                    | 4.5 (40.1)                    | 0.1 (32.2)                    | −2.4 (27.7)                   | 3.7 (38.6)                    |
| متوسط درجة الحرارة الصغرى °م (°ف) | −5.7 (21.7)                   | −5.9 (21.4)                   | −3.8 (25.2)                   | −0.4 (31.3)                   | 3.9 (39.0)                    | 6.3 (43.3)                    | 8.8 (47.8)                    | 8.9 (48.0)                    | 5.8 (42.4)                    | 2.1 (35.8)                    | −2.0 (28.4)                   | −4.6 (23.7)                   | 1.1 (34.0)                    |
| أدنى درجة حرارة °م (°ف)           | −27.5 (−17.5)                 | −28.4 (−19.1)                 | −19.6 (−3.3)                  | −12.6 (9.3)                   | −8.7 (16.3)                   | −3.0 (26.6)                   | −0.1 (31.8)                   | 0.0 (32.0)                    | −2.6 (27.3)                   | −10.3 (13.5)                  | −16.1 (3.0)                   | −25.0 (−13.0)                 | −28.4 (−19.1)                 |
| الهطول مم (إنش)                   | 206.5 (8.13)                  | 147.8 (5.82)                  | 171.8 (6.76)                  | 101.4 (3.99)                  | 116.6 (4.59)                  | 129.2 (5.09)                  | 150.6 (5.93)                  | 146.9 (5.78)                  | 166.7 (6.56)                  | 160.9 (6.33)                  | 199.3 (7.85)                  | 225.0 (8.86)                  | 1٬922٫7 (75.69)               |
| متوسط أيام هطول الأمطار           | 21.2                          | 18.1                          | 18.7                          | 13.8                          | 13.7                          | 14.5                          | 15.1                          | 14.2                          | 14.9                          | 16.8                          | 20.4                          | 22.0                          | 203.4                         |
| ساعات سطوع الشمس الشهرية          | 64.0                          | 77.7                          | 94.3                          | 147.6                         | 186.0                         | 168.6                         | 181.0                         | 175.9                         | 122.0                         | 95.9                          | 49.5                          | 54.7                          | 1٬417٫2                       |
| المصدر: Météo Climat              |                               |                               |                               |                               |                               |                               |                               |                               |                               |                               |                               |                               |                               |